# شعار جيبوتي
ظهر الشعار الوطني لجمهورية جيبوتي بعد الاستقلال عن فرنسا في 27 يونيو 1977. يحد الشعار من الجانبين فروع نبات الغار، داخل هذا المحيط هناك الرمح العمودي تحت الدرع، واثنين من الأيادي ترتفع تخرجان من جانبي الرمح، وكلاهما يحمل خنجراً كبيراً. فاليدين اليُمْنَى واليُسْرَى ترمزان للعرقيتين الرئيسيتين في الجمهورية وهما العفر والعيسى.